# Dolcinianos

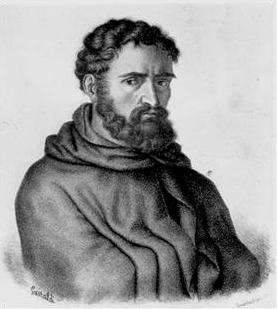
O frei herege Dolcino de Novara, criador do Movimento Dolciniano, em uma litografia de Michel Doyen (1809-1881).

O movimento dolciniano foi uma seita religiosa da Baixa Idade Média que se originou dos Irmãos Apostólicos. Foram um movimento religioso cristão considerado como uma seita pela Igreja Católica no início do século XIV. Eles eram seguidores de Frei Dolcino, um seguidor de Gerardo Segarelli, que prometeu-lhes a vida apostólica de Jesus, a rejeição da riqueza e o amor, em comunhão com todos os seres vivos, incluindo os animais.
Os dolcinianos (às vezes chamados de "dolcinitas") e os apostólicos foram inspirados por ideais franciscanos, influenciado pelos Joaquimitas, mas que foram consideradas heréticas pela Igreja Católica. O nome deriva do líder do movimento, Frei Dolcino de Novara (a. 1250-1307), que foi queimado como herege por ordem do papa Clemente V. Os apostólicos / dolcinianos podem ser visto como uma manifestação no norte da Itália do que foi mais tarde o movimento cátaro, que também foi suprimido por uma Cruzada papal (Cruzada Albigense) e foi finalmente eliminado na época do assalto aos dolcinianos.